# Julio Penedo Iglesias
Julio Penedo Iglesias (Ferrol, 25 de diciembre de 1928 - Madrid, 7 de julio de 2005) fue un humorista, pintor y escritor español.

## Biografía
Tras pasar su infancia y adolescencia en Ferrol, se traslada a Madrid en 1952 para cursar los estudios de Derecho. Allí comienza a realizar críticas de arte y empieza su etapa de escritor como colaborador en el semanario satírico "Don José". En 1958 fue introducido en La Codorniz a través de Conchita Montes (autora del Damero Maldito), donde sería un columnista constante del semanario hasta 1977, firmando sus escritos como Jupe. Compaginaba su faceta de escritor y acuarelista con su trabajo en una compañía inglesa de seguros.
Fallece el 7 de julio de 2005 en Madrid tras un infarto de miocardio.

## Obra
En pintura, ha realizado más de 40 exposiciones de sus óleos y acuarelas en localidades como Madrid, Soria, Alicante, Ávila, Puertollano o Mota del Cuervo.
Como escritor y humorista colaboró con publicaciones como el Diario Pueblo, Diario Ya, ABC, Informaciones, Don José, La Codorniz, El Cochinillo Feroz, La Golondriz, Cuadernos del Humor o Aspas Manchegas. 
Tiene publicadas las siguientes obras:
- La Familia Pellicer (Publicada en Familia Española)
- La Mosca Esperancita (1958)
- La Barraca de la Risa (1959)

Fue finalista del Premio Sésamo de Novela por su obra La Mosca Esperancita.